# Plateau de Patom
Le plateau de Patom est un plateau de Russie constituant l'extension orientale du plateau de Sibérie centrale.